# Charles Plummer Tidd
Pour l’article homonyme, voir Tidd.
Charles Plummer Tidd est un abolitionniste américain né en 1834 à Palermo, dans le Maine, et mort le 8 février 1862 près de l'île Roanoke, en Caroline du Nord.
Actif pendant les combats du Bleeding Kansas, il participe en octobre 1859 au raid contre Harpers Ferry mené par John Brown et parvient à s'enfuir lorsque l'assaut, contre lequel il s'était prononcé, finit par tourner mal. Premier sergent dans l'Armée de l'Union pendant la guerre de Sécession, il meurt de fièvre sur un transport de troupes pendant la bataille de Roanoke Island. Il est enterré au New Bern National Cemetery en Caroline du Nord.